# Герхард II (архиепископ Бремена)
Герхард II Липпе (лат. Gerardus; 1190—28 августа 1258) — архиепископ Бременский и епископ Гамбургский. Представитель могущественного вестфальского доме Липпе. В возрасте 29 лет (в 1219 году) стал архиепископом Бремена. Герхард также провозгласил себя епископом Гамбургским, что в 1224 году было подтверждено папой Гонорием II.